# Colonia Emiliano Zapata, Zitácuaro
Colonia Emiliano Zapata är en ort i Mexiko.   Den ligger i kommunen Zitácuaro och delstaten Michoacán de Ocampo, i den södra delen av landet, 120 km väster om huvudstaden Mexico City. Colonia Emiliano Zapata ligger 2 193 meter över havet och antalet invånare är 1 887.
Terrängen runt Colonia Emiliano Zapata är kuperad västerut, men österut är den bergig. Runt Colonia Emiliano Zapata är det ganska tätbefolkat, med 90 invånare per kvadratkilometer. Närmaste större samhälle är Heróica Zitácuaro, 5,5 km väster om Colonia Emiliano Zapata. I omgivningarna runt Colonia Emiliano Zapata växer i huvudsak blandskog.